# Robin Klein
Robin Klein (Kempsey, Nueva Gales del Sur, 1936) es una escritora australiana especializada en literatura infantil y juvenil.
Tenía ocho hermanos, y su madre escribía cuentos para ellos. La familia no tenía libros y por eso Robin empezó a escribir. Dejó el colegio a los quince años, y a lo largo de los veinticinco siguientes, fue enfermera, bibliotecaria y librera. Tuvo cuatro hijos y escribió más de veinticinco libros, que se han publicado en muchos países. Ha recibido varios premios, entre ellos, una Medalla de los Derechos Humanos para la Literatura en 1989, por su novela Volví para mostrarte que podía volar.
- Datos: Q7352595